# Jullié
Jullié ist eine französische Gemeinde mit 496 Einwohnern (1. Januar 2022) im Département Rhône in der Region Auvergne-Rhône-Alpes. Jullié gehört zum Arrondissement Villefranche-sur-Saône und zum Kanton Belleville-en-Beaujolais (bis 2015: Kanton Beaujeu).

## Geografie
Jullié befindet sich etwa 28 Kilometer nordnordwestlich von Villefranche-sur-Saône und etwa 13 Kilometer westsüdwestlich von Mâcon.

### Nachbargemeinden
Umgeben wird Jullié von den Nachbargemeinden Cenves im Norden, Juliénas im Osten und Nordosten, Émeringes im Süden, Vauxrenard im Westen und Südwesten sowie Saint-Jacques-des-Arrêts im Westen und Nordwesten.

## Bevölkerungsentwicklung
| Jahr                       | 1962 | 1968 | 1975 | 1982 | 1990 | 1999 | 2006 | 2013 |
| Einwohner                  | 532  | 468  | 408  | 379  | 361  | 384  | 403  | 426  |
| Quellen: Cassini und INSEE |      |      |      |      |      |      |      |      |

## Wirtschaft und Infrastruktur
Die Gemeinde gehört zum Weinbaugebiet Bourgogne.

## Sehenswürdigkeiten
- Kirche von Jullié
- Kapelle Vâtre aus dem 12. Jahrhundert, Umbauten aus dem 17. Jahrhundert und dem Jahre 1942

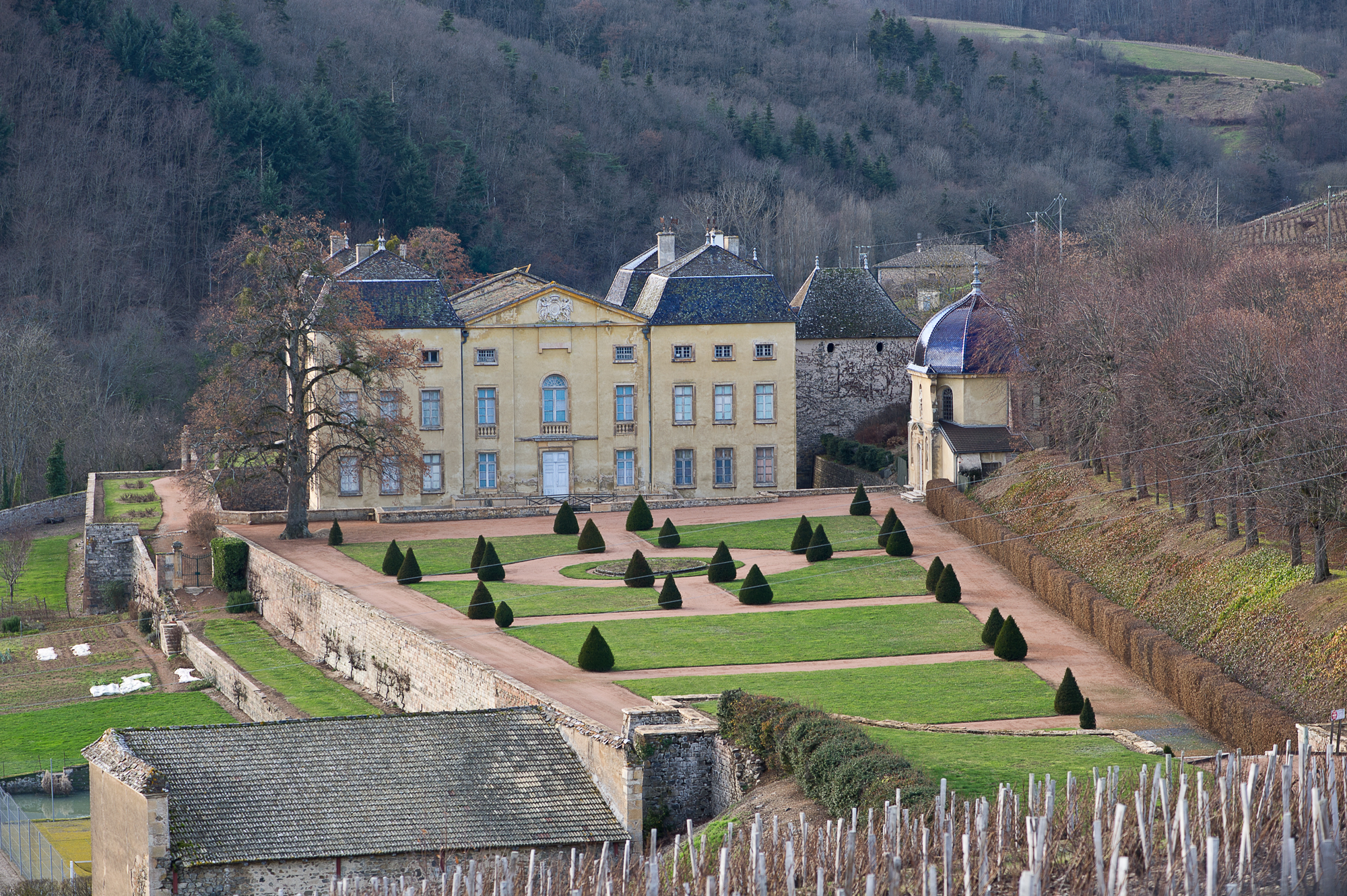
Schloss La Roche

- Schloss La Roche
- Mühle